# Epactoides frontalis
Epactoides frontalis är en skalbaggsart som beskrevs av Olivier Montreuil 2003. Epactoides frontalis ingår i släktet Epactoides och familjen bladhorningar. Inga underarter finns listade i Catalogue of Life.